# Bab el-Mechouar
Bab el-Mechouar (Porte du Mechouar), est une porte fortifiée du XVIIIe siècle se situant à Essaouira, au Maroc. C'est l'une des plus anciennes portes de la médina d'Essaouira. Elle se situe dans la Kasbah d'Essaouira.

## Architecture
Bab el-Mechouar est constituée de trois baies identiques à celles de Bab el-Menzeh, qui leur font face.